# 2003 في الجزائر
فيما يلي قوائم الأحداث التي وقعت خلال عام 2003 في الجزائر

## أحداث
- 6 مارس – الخطوط الجوية الجزائرية الرحلة 6289
- 21 مايو – زلزال بومرداس 2003

## سياسة

### تعيين في المنصب
- 5 مايو – أحمد أويحيى الوزير الأول الجزائري.

### انتهاء فترة المنصب
- 5 مايو – علي بن فليس الوزير الأول الجزائري.

## ظهور
- 1 يناير – لاديبيش أسبوعية جزائرية.

## أفلام
من الأفلام التي صدرت هذه السنة في الجزائر:
- 1 يناير – رشيدة من إخراج يامينا بشير.

## وفيات

### يناير
- 23 يناير – محمد الأمين دباغين (مواليد 1917)

### فبراير
- 4 فبراير – بن يوسف بن خدة (مواليد 1920) سياسي جزائري.

### أبريل
- 24 أبريل - أحمد أزقاغ (مواليد 1942) شاعر وروائي وصحفي جزائري.

### مايو
- 2 مايو – محمد ديب (مواليد 1920) كاتب جزائري.

### يونيو
- 19 يونيو – محفوظ نحناح (مواليد 1942) سياسي جزائري.

### أكتوبر
- 31 أكتوبر – محمد يزيد (مواليد 1923)

## مواليد

### يوليو
- 29 يوليو - عبد الحميد مالكي اسطورة جزائرية